# Adrien Rassenfosse
Adrien Rassenfosse, né le 27 avril 2003 à Pepinster en province de Liège, est un pongiste belge.

## Biographie

### Carrière sportive
Adrien Rassenfosse commence le tennis de table au TT Vervia en 2009. Il rejoint ensuite le CTT Tiège en 2015 puis La Villette Charleroi en 2017. En 2018, il remporte l'Open de Belgique cadet en équipe avec la Belgique aux côtés de Nicolas Degros où il bat notamment Félix Lebrun en finale. Il atteint également la finale en simple cadet où il perd en finale face à Arnau Pons.
En 2019, il remporte le championnat de Belgique individuel en double mixte avec Jana Bernard. En 2020, il rejoint Rouen avec qui il termine troisième de Pro A lors de sa première saison avec le club normand.
Le 14 novembre 2021, Rassenfosse devient champion d'Europe des moins de 21 ans en double avec son partenaire Olav Kosolosky à Spa.
En juin 2022, il est champion de Belgique en double messieurs avec Louis Laffineur. Il rejoint ensuite le FC Cologne en 2. Bundesliga (de). En décembre, Rassenfosse est vice-champion du monde en U19 en double avec le Japonais Hayate Suzuki en étant en finale face aux Chinois Lin Shidong et Chen Yuanyu.
Le 26 mars 2023, Rassenfosse est sacré champion de Belgique individuel pour la première fois à Knokke en battant Florent Lambiet en finale. Le 3 avril 2023, après sa performance aux championnats de Belgique et après avoir atteint la finale en simple et en double du WTT Feeder Series (en) d'Antalya, il signe en Bundesliga au TTC Schwalbe Bergneustadt (de) où il côtoiera notamment l'Allemand Benedikt Duda, l'Égyptien Omar Assar et le Français Romain Ruiz,.
Rassenfosse a obtenu sa meilleure place au classement mondial en août 2023 avec une 79e place,. Il est classé A3 (troisième meilleur joueur de Belgique) lors de la saison 2023-2024.

## Palmarès
2013
- Champion de Belgique pré-minime

2014
- Champion de Belgique pré-minime
- Champion de Belgique minime en double avec David Comeliau

2015
- Champion de Belgique minime

2016
- Champion de Belgique cadet
- Champion de Belgique cadet en double avec David Comeliau

2018
- Champion de Belgique cadet
- Vainqueur de l'Open de Belgique cadet en équipe avec la Belgique
- Finaliste de l'Open de Belgique cadet en simple

2019
- Champion de Belgique senior en double mixte avec Jana Bernard à Anvers
- Champion de Belgique junior

2020
- Champion de Belgique junior
- Vice-champion de Belgique senior en double messieurs avec Olav Kosolosky à Spa

2021
- Champion d'Europe U21 aux Championnats d'Europe des moins de 21 ans en double avec Olav Kosolosky à Spa
- Vainqueur du Youth Star Contender (en) de Tunis en double avec Louis Laffineur
- Troisième de Pro A avec Rouen

2022
- Champion de Belgique senior en double messieurs avec Louis Laffineur à Libramont
- Vainqueur du Youth Contender (en) de Spa
- Vainqueur du Youth Star Contender (en) de Tunis en double avec Louis Laffineur
- Vice-champion du Monde U19 aux Championnats du monde junior en double avec Hayate Suzuki à Tunis
- Finaliste du Youth Star Contender (en) de Tunis
- Finaliste du Youth Contender (en) de Jezzine
- Troisième aux Championnats d'Europe junior avec la Belgique
- Troisième aux Championnats d'Europe junior en double avec Louis Laffineur

2023
- Champion de Belgique senior à Knokke
- Finaliste du WTT Feeder (en) d'Antalya
- Finaliste du WTT Feeder (en) d'Antalya en double avec Mehdi Bouloussa
- Troisième du WTT Feeder (en) de Vila Nova de Gaia en double avec Cedric Nuytinck
- Troisième du WTT Feeder II (en) de Düsseldorf en double avec Martin Allegro

2024
- Troisième du WTT Contender (en) de Doha en double avec Martin Allegro